# Ondina diaphana
Ondina diaphana (Synonym: Menestho diaphana) ist der Name einer kleinen Schnecke aus der Familie der Pyramidellidae, die im Atlantik als Ektoparasit am Kreisel-Spritzwurm (Phascolion strombus) lebt.

## Merkmale
Das weiß gefärbte, schlanke, spindelförmige Gehäuse von Ondina diaphana, das bis zu 3,4 mm Länge erreicht, besteht bei ausgewachsenen Schnecken aus drei Umgängen und dem Protoconch. Es hat eine glatte und glänzende Oberfläche mit feinen Streifen an der von der Spitze abgewandten Seite des Körperumgangs. Der letzte Umgang nimmt etwa zwei Drittel der Gesamthäuselänge ein. Die längliche Gehäusemündung ist verdickt, der Zahn der Spindel unterschiedlich ausgebildet. Das Haus hat einen großen Nabel.

## Lebensweise
Ondina diaphana ist ein obligater Ektoparasit des Kreisel-Spritzwurms (Phascolion strombus), der in leeren Molluskenschalen lebt. Die Schnecke sucht mit ihrer langen Proboscis eine geeignete Stelle an der Haut des Spritzwurms und sticht diese mit einem Stilett an der Spitze der Proboscis an, um mittels der buccalen Pumpe seine an Erythrocyten und Granulocyten reiche Coelomflüssigkeit einzusaugen.

## Verbreitung
Ondina diaphana ist an den Fundorten ihres Wirts im Atlantischen Ozean und Mittelmeer weit verbreitet.

## Lebenszyklus
Ondina diaphana ist ein Zwitter, der gleichzeitig Spermien und Eizellen produziert und bei dem sich die Partner mit ihren Penissen gegenseitig begatten. Im Sommer werden außen an der von Phascolion strombus bewohnten Molluskenschale gallertige Eigelege befestigt, aus denen Veliger-Larven schlüpfen. Ein Eigelege ist etwa 2 mm mal 3 mm groß und enthält etwa 50 bis 150 Eier mit einem Durchmesser von 0,2 mm, eingebettet in farbloser Gallerte. Die Schnecke stirbt nach der Eiablage.

## Ondina diaphanaundOndina perezi
Ondina diaphana wurde 1848 vom britischen Malakologen John Gwyn Jeffreys als Odostomia diaphana anhand einer Schale aus Exmouth an der Südwestküste Englands erstbeschrieben. Über die Biologie dieser Art gab es keine Aufzeichnungen. Philippe Dautzenberg und Paul-Henri Fischer beschrieben 1925 eine mit dem Spritzwurm Phascolion strombus assoziierte Schneckenart unter dem Namen Odontostomia perezi, heute Ondina perezi, die sich von Ondina diaphana durch ihr mattes Gehäuse unterscheidet. Jørgen Hylleberg Kristensen betrachtet in seiner ausführlichen Beschreibung der Biologie dieser Art von 1970 die beiden Schnecken als eine Art, für die er den Artnamen Menestho diaphana verwendet, und sieht Odontostomia perezi als Synonym. Der Status dieser beiden Arten als eine Art ist bis heute umstritten.